# أيمن شوقي
أيمن شوقى (مواليد 9 ديسمبر 1962) لاعب كرة قدم سابق في النادي الأهلي ونادي الزمالك ومنتخب مصر في فترة منتصف الثمانينات وبداية التسعينات. وكان ضمن قائمة منتخب مصر التي شاركت في كأس العالم بإيطاليا عام 1990. أصغر لاعب حصل علي لقب هداف الدوري المصري موسم 83-1984 حيث كان عمره 21 سنة وخمسة أشهر حصل مع الأهلى على 19 بطولة وسجل 57 هدفا. انتقل إلى القلعة الحمراء من نادى الكروم موسم 84 – 1985 بعد أن حصل على لقب

## الأندية
هداف الدورى مع نادي الكروم موسم 1983-1984 واستمر قي صفوف الأهلى طوال 11 موسما حتى نهاية موسم 94 – 1995 حقق خلالها 19 بطولة مع الأهلى وهي 6 دورى عام مواسم 84 – 85، 85 – 86، 86 – 87، 88 – 89، 93 – 94، 94 – 1995 وكأس مصر 5 مرات أعوام 85، 89، 91، 92، 1993 وكأس أفريقيا للأندية أبطال الدورى عام 1987 وكأس الكئوس الأفريقية 4 مرات أعوام 84، 85، 86، 1993 والكأس الافروآسيوية عام 1989 وكأس الكئوس العربية عام 1995 وكأس التحدى بدبى عام 1988.
شارك أيمن شوقى قي أول مباراة رسمية قي الأسبوع الأول موسم 84 – 1985 يوم الأحد 7 أكتوبر 1984 أمام المنصورة بملعبها وفاز الأهلى 4/صفر سجل علاء ميهوب هدفين وكل من مصطفى عبده ومحمود الخطيب هدفا وأدار المباراة الحكم محمد حسام الدين.
حقق أيمن شوقى العديد من الإنجازات والأرقام الخاصة وهو قي صفوف الأهلى لم يسبقه إليه إلا المايسترو صالح سليم حين استطاع أن يهز شباك الزمالك مرتين قي مباراة واحدة قي بطولتى الدورى العام وكأس مصر ففى يوم الأربعاء 22 إبريل 1987 سجل هدفين قي الدورى وفاز بهما الأهلى 2/1 ويوم الجمعة 26 يونيو 1992 سجل هدفين قي نهائي كأس مصر وفاز الأهلى أيضاً 2/1 وكان المايسترو صالح سليم قد سبقه إلى تحقيق هذا الإنجاز الرائع حين سجل هدفين قي نهائي كأس مصر يوم 8 مايو 1953 وفاز الأهلى 4/1 وأحرز هدفين قي الدورى يوم 23 إبريل 1958 وفاز الأهلى 3/1
أيمن شوقى سجل للأهلى 57 هدفا موزعة كالآتى 33 قي الدورى و7 قي كأس مصر و15 قي بطولة أفريقيا و1 قي الكأس العربية و1فى كأس التحدى.
الجدير بالذكر أن مهاجم الأهلي والمنتخب السابق أيمن شوقى، غادر إلى الولايات المتحدة عقب اعتزاله الكرة، ويعمل في مجال التدريب والتحكيم هناك.

## روابط خارجية
- أيمن شوقي على موقع الاتحاد الدولي (مؤرشف)  (الإنجليزية)
- أيمن شوقي على موقع قاعدة بيانات كرة القدم.إي يو (الإنجليزية)
- أيمن شوقي على موقع ناشيونال فوتبول تيمز (الإنجليزية)
- أيمن شوقي على موقع Soccerway.com (الإنجليزية)